# Императорское общество поощрения художеств
Импера́торское о́бщество поощре́ния худо́жеств (сокр. ИОПХ, ОПХ; при учреждении и до 1882 года — О́бщество поощре́ния худо́жников; с марта 1917 года и до упразднения — Всеросси́йское о́бщество поощре́ния худо́жеств [ВОПХ]) — историческая общественная организация в Санкт-Петербурге — Петрограде — Ленинграде, одно из важнейших в дореволюционной России художественных обществ, занимавшееся кадровой подготовкой и финансовой поддержкой в сфере изобразительных искусств.

## История
Общество поощрения художников было основано группой меценатов И. А. Гагариным, П. А. Кикиным, А. И. Дмитриевым-Мамоновым и другими с целью содействовать развитию изящных искусств, распространению художественных познаний, образованию художников и скульпторов и т. п. 30 ноября 1821 года они совместно с флигель-адъютантом Л. И. Килем (автором) и начальником корпуса военных топографов полковником Ф. Ф. Шубертом составили «Основные правила для руководства к деятельности Общества поощрения художников», которые легли в основу устава ОПХ, утверждённого 28 апреля 1833 года Николаем I. С момента основания ОПХ находилось под покровительством императора.
Ещё до утверждения устава на гранты общества (так называемый пенсион) за границу для обучения ездили молодые художники: К. П. Брюллов и А. П. Брюллов (1822), А. А. Ива́нов (1827); общество способствовало освобождению талантливых крепостных художников из крепостной зависимости, оказывало им материальную поддержку (братья Чернецовы, Т. Г. Шевченко, И. С. Щедровский, А. А. Агин и другие).
Общество сыграло важнейшую роль в пропаганде изобразительного искусства путём тиражирования произведений, благодаря обществу в России серьёзно было продвинуто развитие эстампа: литографии и ксилографии.
При обществе имелись школа с мастерскими и музей с библиотекой и постоянной художественной выставкой. Художественно-промышленный музей был организован в 1870 году по инициативе секретаря ОПХ Д. В. Григоровича; основу его фонда составила коллекция предметов прикладного искусства В. Л. Нарышкина. Директором музея стал Д. В. Григорович. В период 1899—1914 годов его возглавлял М. П. Боткин, в 1914—1917 — П. П. Гнедич, с 1917 года — С. П. Яремич.

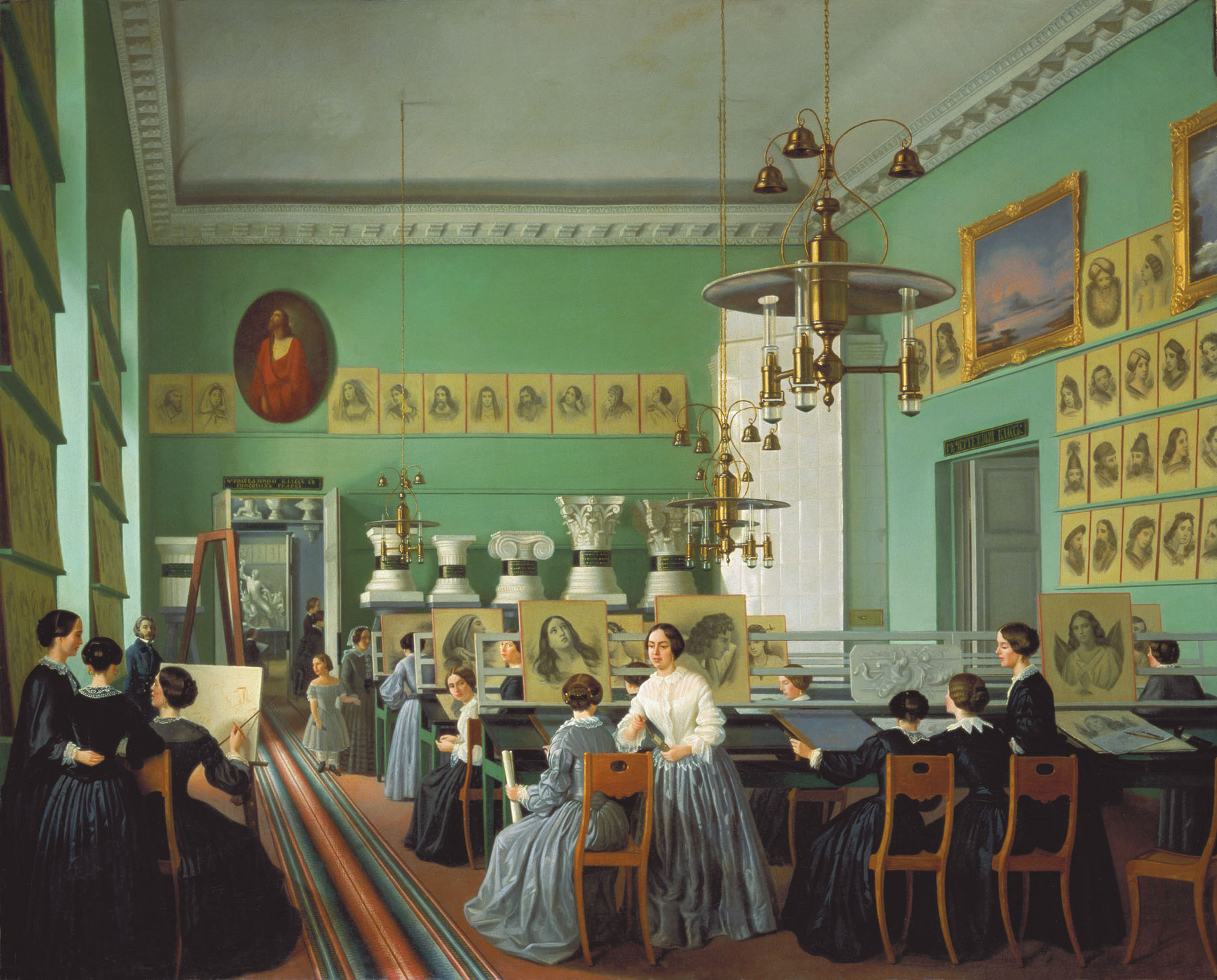
Екатерина Хилкова. Внутренний вид женского отделения Петербургской рисовальной школы для вольноприходящих. 1855

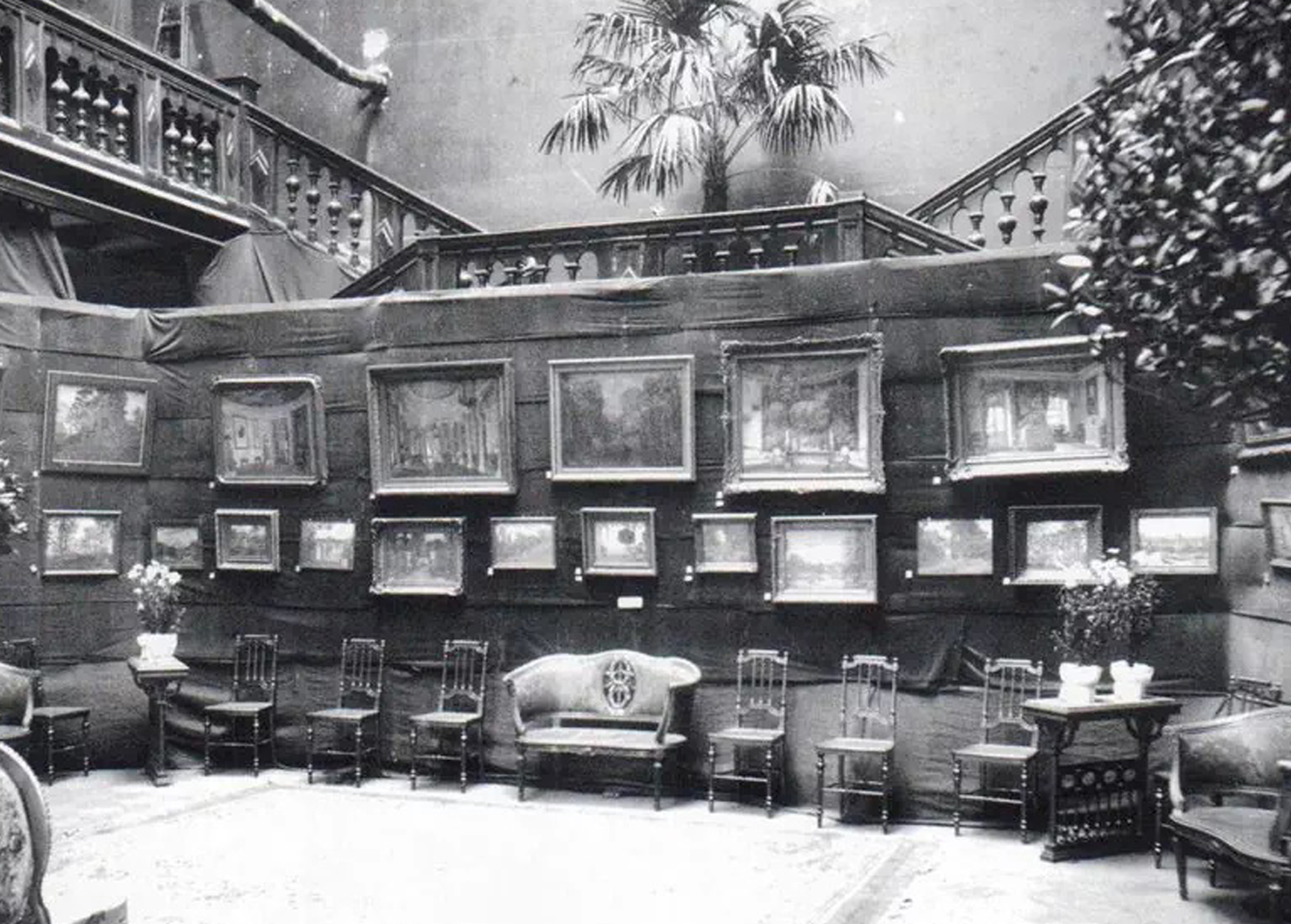
Экспозиция выставки в Большом зале Императорского общества поощрения художеств. 1910

В 1860-е годы Общество учредило открытые ежегодные конкурсы по живописи и прикладным искусствам, по результатам которых присуждались именные денежные премии: им. В. П. Боткина — по жанровой живописи, им. графа С. Г. Строганова — за пейзажи, им. графа П. С. Строганова — за лепку, им. В. П. Гаевского — за исторический жанр (гравирования?[уточнить]), им. принцессы Е. М. Ольденбургской — за гравюру на дереве, им. И. П. Балашова — за декоративную живопись, им. В. Л. Нарышкина — за резьбу по дереву.
Само общество состояло из неопределенного числа действительных членов, членов-соучастников и членов-корреспондентов. Для управления делами общества собрание действительных членов избирало из своей среды комитет, который заведовал всем имуществом и суммами общества, устраивал выставки картин, определял пособия и содержание художникам, а равно и денежные ссуды под залог их произведений и т. п. Обществу было предоставлено право доводить непосредственно до высочайшего слуха сведения о «предметах, относящихся к поощрению художеств в России и об отличающихся художниках»; оно могло издавать медали для поощрения художников и в честь знаменитых русских художников, а также иностранных, посвятивших свои труды России. Обществу разрешалось издавать художественные произведения. Ежегодно общество назначало конкурс на премии, выдаваемые в награду за лучшие произведения русских художников.

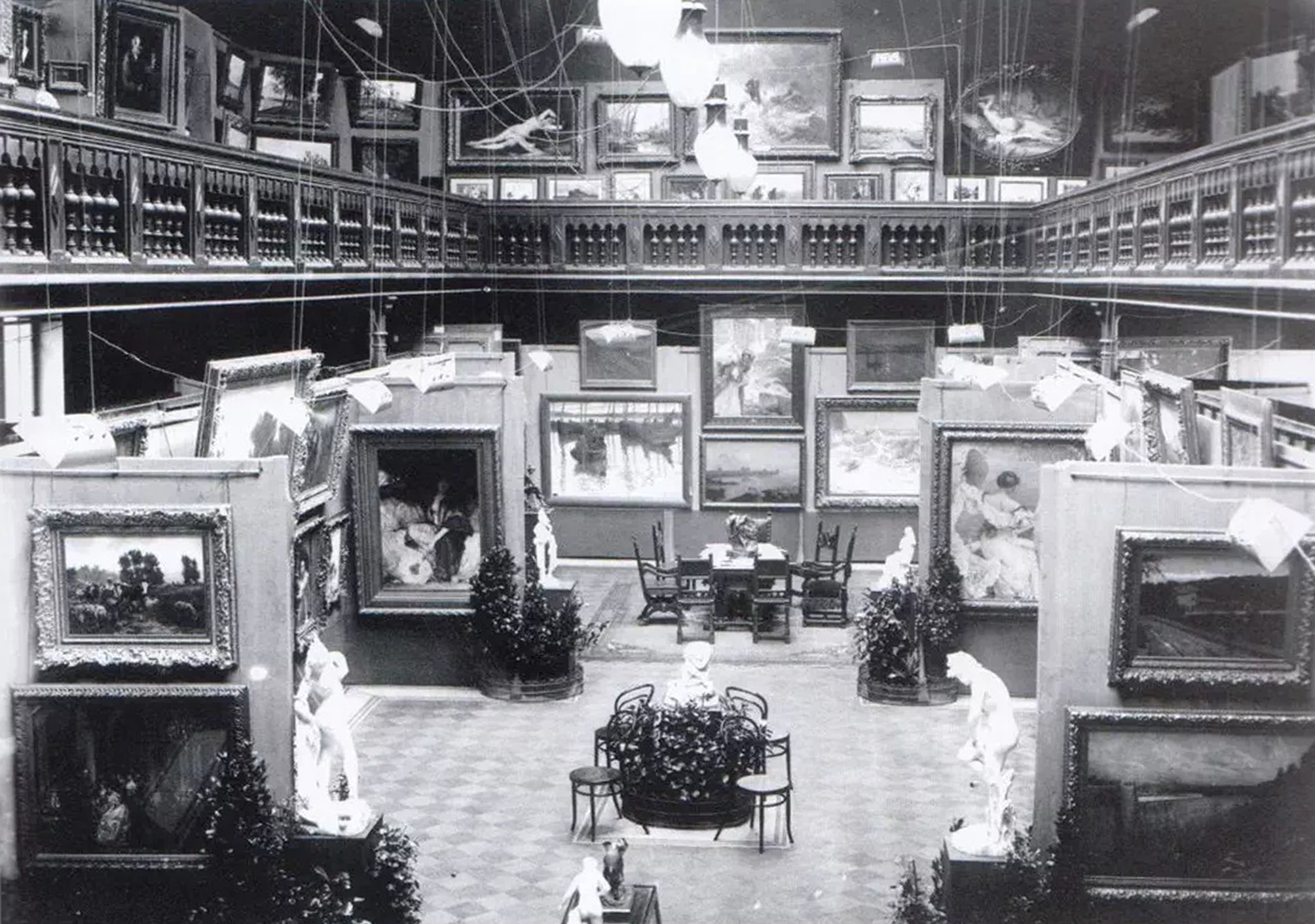
Экспозиция выставки в Большом зале Императорского общества поощрения художеств. 1912

Согласно уставу 1882 года, общество приняло наименование — Императорское общество поощрения художеств.
Капитал общества к 1 сентября 1900 года составлял 211039 руб. Приход в 1900—1901 годах был исчислен в 101077 руб., расход — в 101032 руб. Выставки общества привлекли более 56 тысяч посетителей и способствовали продаже художественных произведений на 33900 руб. К 1 января 1901 года в личном составе общества числилось: особ императорской фамилии — 14, действительных членов — 74, членов-соучастников — 173, а всего — 261 лицо. С 1878 года председательствовала принцесса Ольденбургская, Евгения Максимилиановна.
С 1892 года комитет общества издавал журнал «Искусство и художественная промышленность», который с января 1901 года был заменён ежемесячным изданием «Художественные сокровища России» под редакцией А. Н. Бенуа (выходил до 1907 года; с 1903 — под редакцией А. В. Прахова).
Председателями Комитета ОПХ состояли П. А. Кикин (до 1834), В. В. Мусин-Пушкин-Брюс (1835—1836), К. А. Нарышкин (1836—1838), П. И. Кутайсов (1838—1839); с 1840 года этот пост занимали представители императорской фамилии: герцог Максимилиан Лейхтенбергский (до 1851), его вдова великая княгиня Мария Николаевна (до 1875), их дочь принцесса Евгения Ольденбургская (до 1915), великий князь Пётр Николаевич (до 1917). Текущей работой руководили секретари: Ф. Ф. Шуберт (1820—1833), В. И. Григорович (1833—1842), Н. И. Мусин-Пушкин (1853—1856), Ф. Ф. Львов (1856—1864), Д. В. Григорович (1864—1884), Н. П. Собко (1884—1900), Н. К. Рерих (1901—1906); В. И. Зарубин (1906—1917).

### Рисовальная школа

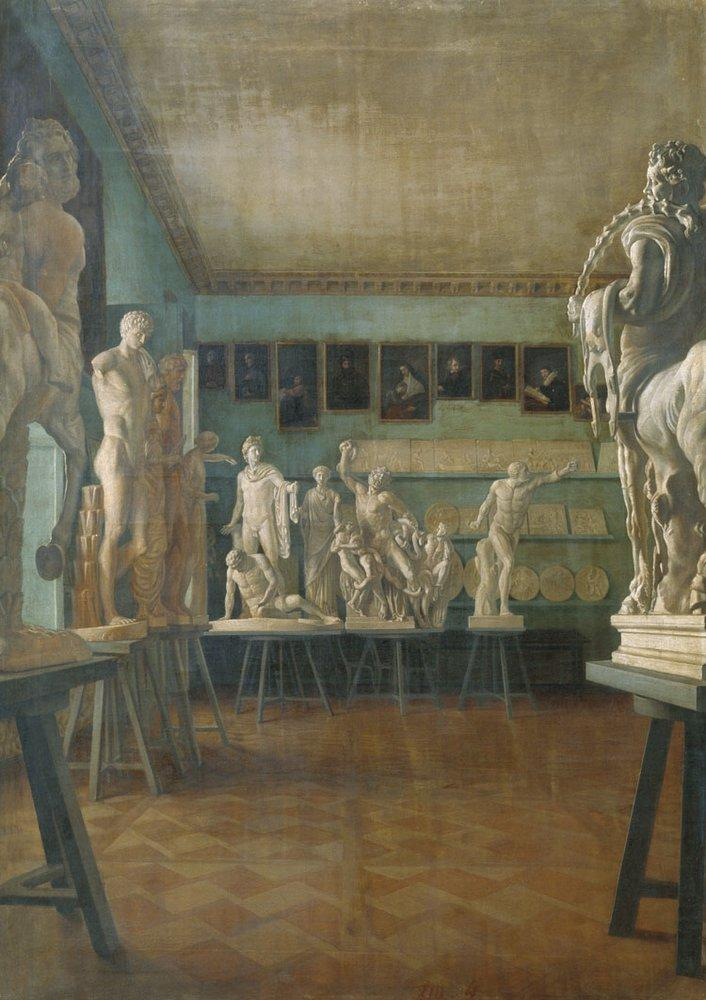
Е. Н. Хилкова. Внутренний вид класса Петербургской рисовальной школы в помещении таможенного здания

Положение (и штаты) о государственной Рисовальной школе император Николай I подписал 29 сентября 1839 года. Сначала учили только черчению, рисованию и лепке. Целью открытия школы была подготовка мастеров для художественной промышленности (из рабочей среды) и преподавателей для подобных школ (небольшие частные художественные школы и рисовальные классы при промышленных предприятиях существовали с 1806 года). Приём учеников производился круглый год. Обучение было бесплатным.
В декабре 1857 года из ведомства Министерства финансов школа была передана Обществу поощрения художеств; обучение стало платным, но самых способных со временем стали освобождать от платы и даже давать стипендии. В 1889 году были открыты первые пригородные отделения школы для малоимущих детей. С 1901 года по два выпускника школы направлялись в заграничные командировки.
Сначала школа располагалась в здании, принадлежащем Петербургской таможне; в 1878 году она переехала в здание ОПХ.
Долгое время преподавали в школе М. П. Клодт (1865—1867, 1875—1913), А. Г. Горавский (1865—1885), В. П. Крейтан (1870—1891), а в 1876 году в числе преподавателей появился выпускник этой школы И. С. Панов. В 1878 году историю искусств, акварельную живопись и сочинение декоративных рисунков в рисовальной школе стал преподавать Е. А. Сабанеев; с 1881 года он был её директором. С 1887 года здесь преподавали А. Ф. Афанасьев, Я. Ф. Ционглинский, Н. П. Загорский, Э. К. Липгарт.
В 1906 году директором школы стал Н. К. Рерих, который создал художественно-промышленные мастерские: рукодельная и ткацкая (1908), иконописная (1909), керамики и живописи по фарфору (1910), чеканки (1913) и др. Историю искусств был приглашён читать С. К. Маковский. По приглашению Рериха в школе преподавали И. Я. Билибин, А. И. Вахрамеев, К. Х. Вроблевский, Д. Н. Кардовский, А. А. Рылов, А. В. Щусев.
В марте 1917 года состоялось экстренное собрание ОПХ, на котором было изменено название на Всероссийское общество поощрения художеств (ВОПХ), полностью ликвидированное в 1929 году.
В 2023 году ОПХ весной объявили о возрождении галереи и фонда. На сегодняшний день ОПХ функционирует полностью и его миссией является сохранение и популяризация российского культурного наследия путём проведения аукционов и выставок. Находится галерея в Санкт-Петербурге по адресу Шпалерная 35. Сайт галереи: http://oph-art.ru
В наше время галерея занимается организацией выставок, аукционов, мастер-классов, лекций, творческих вечеров, которые способствую развитию искусства в стране.
После Октябрьской революции, с июля 1918 года, функции рисовальной школы стали выполнять бесплатные «Курсы рисования и черчения» на Литейном проспекте, превратившиеся впоследствии в Ленинградское художественное училище имени В. А. Серова.
С 1992 года — Санкт-Петербургское художественное училище имени Н. К. Рериха.

## Здание

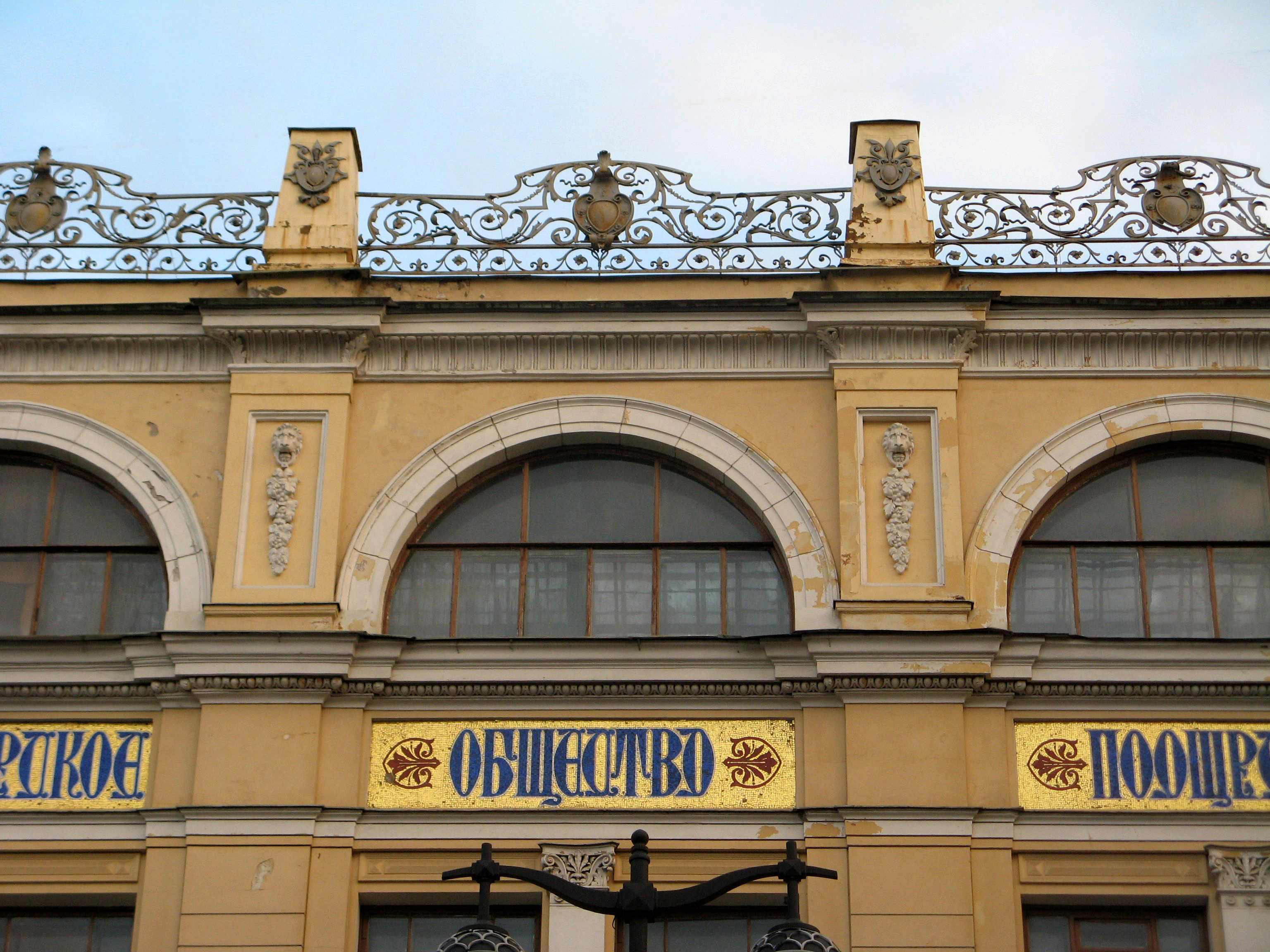
Верхняя часть фасада по Большой Морской улице

Первоначально собрания Общества проходили на квартире князя И. А. Гагарина в доме на углу набережной реки Мойки и Зимней канавки (дом № 48). В 1831 году было получено разрешение бесплатно проводить собрания в одном из помещений Румянцевского музеума (Английская набережная, 44). Позже собрания устраивались в здании на Екатерингофском проспекте (ныне — проспект Римского-Корсакова, дом № 31), c 1855 года — в доме Тура (5-я линия Васильевского острова дом № 4).
Специальное здание для Императорского общества поощрения художеств было построено на месте полученного от казны в 1870 г. Обществом поощрения художеств бывшего обер-полицмейстерского дома на Большой Морской улице, № 38. В 1877—1878 гг. здание было перестроено по проекту М. Е. Месмахера, а в 1890—1893 гг. еще раз перестроено по проекту архитектора И. С. Китнера, после чего здание получило существующий ныне облик. Фасад здания, выходящий на набережную Мойки (дом № 83), был также перестроен Китнером.
В здании разместились Рисовальная школа, художественно-промышленный музей, художественный магазин и выставочные залы.
С 1932 года в здании находилась Ленинградская организация Союза художников РСФСР (ЛОСХ), а в дальнейшем — его правопреемник Санкт-Петербургское отделение Союза художников России.